# Cratoneuron filicinum
Cratoneuron filicinum là một loài Rêu trong họ Amblystegiaceae. Loài này được (Hedw.) Spruce mô tả khoa học đầu tiên năm 1867.